# Lonatura dilata
Lonatura dilata är en insektsart som beskrevs av Blocker och Fegley 1988. Lonatura dilata ingår i släktet Lonatura och familjen dvärgstritar. Inga underarter finns listade i Catalogue of Life.